# Schweizer Charta für Psychotherapie
Die Schweizer Charta für Psychotherapie ist eine Konferenz von Weiterbildungsinstitutionen und Fachverbänden für das Gebiet der Psychotherapie in der Schweiz. Sie ist zugleich ein Organ der Assoziation Schweizer Psychotherapeutinnen und Psychotherapeuten (ASP).
Sie geht zurück auf die Jahre 1989–1991, wo eine Konferenz massgeblicher Schweizer psychotherapeutischer Ausbildungsinstitutionen einen Konsens über Inhalte, Ausbildung, Wissenschaft und Ethik der Psychotherapie in Form der "Schweizer Charta für Psychotherapie" erarbeitet hat, welche 1993 von 27 Ausbildungsinstitutionen, Fach- und Berufsverbänden unterzeichnet wurde. Die Vereinbarungen werden seitdem in demokratischen Prozessen laufend weiterentwickelt und umgesetzt. Am 24. Januar 1998 gab sich die Konferenz die Rechtsform eines Vereins. Per 1. Januar 2014 fusionierte die Charta mit der ASP und nimmt in den Strukturen der ASP als Konferenz der Weiterbildungsinstitutionen und Fachverbände dieselben Aufgaben wie bisher weiter wahr.
Zur Wissenschaftlichkeit der Psychotherapieverfahren hat die Charta 2002 eine Deklaration vorgelegt. Betont wird dabei das Spannungsfeld zwischen  der  Notwendigkeit, verallgemeinerbare Aussagen machen  zu  müssen  und  dem  Faktum  der Einmaligkeit  des  jeweiligen  Patienten, Therapeuten und der gegebenen therapeutischen Situation.
Zielstellung der Schweizer Charta für Psychotherapie ist die Qualitätssicherung und Weiterentwicklung der Psychotherapie, indem seriöse Psychotherapiemethoden mit hohen Ausbildungsstandards angestrebt werden. Mitglied der Charta können nur evaluierte Institutionen und Verfahren werden, wobei periodisch die Einhaltung der Vereinbarungen überprüft wird. Eine Wissenschaftskommission und eine Kommission für Qualitätssicherung nehmen diese Aufgaben wahr.
Die Charta sieht die gewachsene Vielfalt der Methoden als Bereicherung, sie ermögliche den unterschiedlichsten Menschen einen Zugang zur Psychotherapie. Es sei daher auch  eine Bereicherung, dass Menschen mit unterschiedlichen wissenschaftlichen Erstberufen Psychotherapeuten werden und zur Weiterentwicklung der Disziplin beitragen.